# اللا صفرية (كتاب)
كتاب اللا صفرية للكاتب روبرت رايت تم نشره عام 1999 وفي هذا الكتاب يتحدث روبرت عن أن التطور البيولوجي والتطور الثقافي تشكل وتوجه أولًا وقبل كل شيء من قبل «اللاصفرية» أي احتمال خلق تفاعلات جديده ليست صفريه المبلغ.

## الأطروحة
الحجة الرئيسية لا اللا صفرية هي البرهنة على أن الانتقاء الطبيعي يؤدي إلى زيادة التعقيد داخل العالم. كما يري رايت، أن تحقيق هذه التوقع يعتمد علي زيادة مستويات العولمة، والاتصال، والتعاون، والثقة، ما يعتقد انه ذكاء الإنسان هو في الحقيقة مجرد خطوه طويلة في عمليه تطوريه للكائنات والحصول علي معالجة معلومات أفضل. 
وبنظرة عامة على التاريخ البشري والعالمي يوجه رايت حجة ضد آرء عالم الحفريات ستيفن جي غولد الذي ذكر بأن وجود الناس هو عبارة عن ضربة حظ، ولكنه أيد غولد بنقطة واحدة بأن العملية التطورية حتمًا لم تكن ستخلق الإنسان كما هو عليه الآن (خمس أصابع في اليدين وخمسة في القدمين) ولكن هذا التطور وبشكل مؤكد هو نتيجة لخلق كائنات ذكيَة قامت بدورها بتطوير أدوات وتكنولوجيا متقدمة.
عن طريق هذا التعقيد المتزايد، ووفقا لغير صفريه، كان من المقدر أن يحدث الذكاء العالي، على الرغم من أن الأطروحة قد ذكرت أن التطور يتجه نحو«اللا صفريه،» يناقش رايت ويجادل بأن تحقيق هذه الاحتمالات يعتمد علي تحسين معالجه المعلومات، ومن ثم ينقض على وجه التحديد سببًا للخلق والتطور الثقافي للنوع البشري
يقول رايت أنه كلما ازداد تعقيد المجتمع البشري، زادت القدرة علي جني «مكاسب غير صفريه». فعلى سبيل المثال، سمحت الاتصالات الكترونيه بالتجارة علي المستوي العالمي، وتسمح لمختلف المجتمعات بالتجارة في الأصناف التي لا تستطيع إنتاجها أو الحصول عليها بطريقه أخرى، مما يعود بالفوائد على الجميع كما، تسمح للحكومات العالمية بغيجاد حلول عالميه للمشاكل المشتركة. مثلًا ذوبان الأنهار الجليدية في القطب الشمالي، فإن العالم سيكون قادرا علي استخدام تكنولوجياته التواصلية لتجميع المجتمعات والدفاع عن نفسه ككل. في الواقع، فان هذا الراي من العالم باعتباره كيان عضوي تم التطرق اليها في الفصل قبل الأخير من الكتاب.
وبطبيعة الحال، عندما تجتمع المجتمعات معا لمحاربه عدو مشترك، فان ذلك العدو ليس دائما نهر جليدي في القطب الشمالي، وانما هو مجتمعات بشريه أخرى. ويناقش رايت هذا أيضا، محتجا بان الحرب بين الدول غالبا ما تؤدي إلى التطور التكنولوجي والثقافي. فعلى سبيل المثال، حفزت الحرب العالمية الثانية تطوير مشروع مانهاتن والطاقة النووية والبحوث ذات الصلة-وهي تكنولوجيا قد تفيد العالم بأسره في نهاية المطاف. وعلاوة علي ذلك، كانت المجتمعات التي لديها حكومات متقدمة أكثر احتمالا للنجاح في الحرب، ونشر النظم الحكومية كتكنولوجيا في حد ذاتها.

## هيكلية الكتاب

### الجزء الأول: نبذة تاريخية عن البشرية
هذا القسم هو ملخص سليم للتطور الثقافي البشري، التقليدي إلى حد ما، باستثناء إشاراته إلى نظرية الألعاب والتداخل العرضي للمضاربة الميتافيزيقية.

### الجزء الثاني: نبذة تاريخية عن الحياة العضوية
هذا القسم هو مرة أخرى نظرة عامة على نطاق واسع للفهم الحالي لتطور الحياة على الأرض. يجادل من نظرية اللعبة أن التعقيد المتزايد سينتج حتمًا عن تشغيل التطور عن طريق الانتقاء الطبيعي. ويجادل بأن الذكاء والتعاون الاجتماعي والتنمية الثقافية لا بد أيضا أن تظهر عاجلا أم آجلا.

### الجزء الثالث: من هنا إلى الخلود
هذا الجزء الموجز هو الجزء الأكثر إثارة للجدل في الكتاب، والذي يعترف بأنه تأملي ويقدم مع درجة من التواضع. الدافع الرئيسي لحجته هو أننا قد نكون على عتبة مرحلة جديدة من التطور تنطوي على خلق وعي عالمي موحد، على غرار الخطوط المقترحة في كتابات اليسوع بيار تِلار دو شاردان.

## الانتصارات والانتقادات
الاختيار الطبيعي لديه الهدف لتعزيز النسخ المتماثل، وزيادة التعقيد والتعاون ليست سوى واحده من العديد من الأهداف الفرعية التي تساعد الكائنات الحية لتحقيق هذا الهدف النهائي. وتشمل الأهداف الفرعية الأخرى زيادة في الحجم، والسرعة، والتنسيق الحركي، والأسلحة، وكفاءه الطاقة، وحدة الإدراك الحسي، والرعاية الأبويه.
بالمثل، فإن فكرة زيادة المكاسب غير المربحة التي تفيد العالم بأسره بصورة أكبر وأكبر، هي محل نقاش أيضاً، حيث تسمح هذه التكنولوجيات بإصابة أعداد أكبر من الناس. في الوقت الذي يعتقد فيه رايت أن هدف الانتقاء الطبيعي هو زيادة المكاسب غير المخصومة، فإنه من الواضح أيضًا أن هذه المكاسب قد لا تفيد الجميع. على الرغم من أن هذا لا يعني بأي حال من الأحوال إبطال أطروحة رايت، إلا أنه يثبط التفاؤل الذي يبدو أن رايت يحتفظ به لديناميكيات غير صفرية. في الواقع، في عالم مؤلف من وحدات، تشبه القرية ومع والفظائع التي قام بها جوزيف ستالين في الاتحاد السوفيتي والتي ارتكبها أو أدولف هتلر الثالث لايمكن أن يحدث. يعتقد رايت أنه كان هناك تقدمًا عامًا (مع بعض الاستثناءات)، بالإضافة إلى ذلك، سيستمر هذا التقدم. ردا على افتراض رايت أن التعاون والتواصل سيستمر في الزيادة.

## رايت والخلقييون
مثل معظم علماء الأحياء، يرفض رايت بشدة فكرة التلاعب البيولوجي الإلهي. لكن رايت يترك الباب مفتوحًا أمام إمكانية التدخل الإلهي في حالة الوعي البشري، وهو ما لا يراه بسهولة من خلال الانتقاء الطبيعي. الوعي - قدرة البشر على التفكير في وجودهم - يبدو ثمرة غريبة للعملية التطورية لرايت. ويصف البديل كبشر خالي من الوعي ويتصرف مثل الكسالى التي تشكل علاقات رومانسية، وتناول الطعام، والنوم.
يجادل رايت أن الوعي لا يزال لغزا من حيث الغرض التطوري، ويترك الباب مفتوحا أمام إمكانية قيام كيان إلهي بعرض ظاهرة الوعي. كما يناقش رايت ما إذا كانت الكيانات بغض النظر عن البشر تمتلك وعيًا أم لا. لا يشرح رايت كيف يمكن للكيان البيولوجي أن يطور مستوى ذكاء كذلك الموجود عند البشر.